# 蒙布卡
蒙布卡是巴西圣保罗州的一个市镇。总面积133.198平方公里，总人口3484人，人口密度26.2人/平方公里。